# توئبانگا

توئبانگا شهری در شهرستان دولوگو در استان بازگا در بورکینافاسوی مرکزی است و جمعیت آن ۵۵۷ نفر است.